# ジャック・ローリー
ジャック・ローリー（Jack Rowley、1920年10月7日 - 1998年6月28日）は、イングランド出身の元同国代表サッカー選手。現役時代のポジションはフォワード。

## 経歴
1937年にウルヴァーハンプトン・ワンダラーズFCとAFCボーンマスでプレーした後、マンチェスター・ユナイテッドへ移籍する。そこで第二次世界大戦中のプレミアリーグ中断はあれど当時の同クラブ歴代得点ランク1位となり、FAカップなどのタイトルを獲得した。その後1955年からプリマス・アーガイルFCへと行き、晩年はプレイングマネージャーとしてプレーした。引退後は監督としての道を歩んだ。指導者からも引退した後は、雑貨店を開いた。
サッカーイングランド代表としても6試合に出場し、6得点を記録している。

## 所属クラブ

### 選手として
- 1937  AFCボーンマス
- 1937-1955  マンチェスター・ユナイテッドFC
- 1955-1957  プリマス・アーガイルFC

### 指導者として
- 1955-1960  プリマス・アーガイルFC
- 1960-1963  オールダム・アスレティックAFC
- 1963-1964  アヤックス・アムステルダム
- 1966-1967  レクサムFC
- 1968-1969  オールダム・アスレティックAFC